# Anjaneyapura, Honnali
Anjaneyapura là một làng thuộc tehsil Honnali, huyện Davanagere, bang Karnataka, Ấn Độ.